# نظرية استعادة الصورة
نظرية استعادة الصورة، المعروفة أيضًا باسم نظرية إصلاح الصورة، تم تقديمها بواسطة ويليام بينويت، وتحدد استراتيجيات يمكن استخدامها لاستعادة صورة الفرد في حالة تلف سمعته. يمكن تطبيق نظرية استعادة الصورة كنهج لفهم الحالات الأزمة الشخصية والتنظيمية على حد سواء. وتعتبر جزءًا من تواصل الأزمات، الذي يعتبر فرعًا خاصًا من علم العلاقات العامة. الهدف منها هو حماية الفرد أو الشركة أو المنظمة التي تواجه تحديًا عامًا لسمعتها.
وفقًا لـ ويليام بينويت، يوضح هذه النظرية في كتابه أو "الحسابات، والعذر، والاعتذار: نظرية لاستراتيجيات استعادة الصورة". في هذا الكتاب، يقدم بينويت إطارًا شاملاً يشرح كيف يمكن للأفراد أو الكيانات استخدام استراتيجيات معينة لإصلاح صورتهم واستعادة سمعتهم في مواجهة الأزمات. تركز النظرية بشكل خاص على فهم وتصنيف الاستراتيجيات اللفظية التي يمكن للمتحدثين استخدامها للتعامل مع الضرر الذي لحق بصورتهم العامة. مفاهيم الحسابات، والعذر، والاعتذار تشكل محور النظرية، تمثل العناصر الرئيسية في عملية إصلاح الصورة.

## المفاهيم الأساسية لنظرية استعادة الصورة
يجب أن تكون هناك مكوناتان حاضرتان في هجوم معين على صورة الشخص أو المنظمة:
1. يُعتبر المتهم مسؤولاً عن فعل.
2. يُعتبر الفعل مسيئًا.

نظرية استعادة الصورة مبنية على افتراضين أساسيين.
1. الاتصال هو نشاط موجه نحو هدف. يمكن أن يكون للمتحدثين أهداف متعددة غير متوافقة تمامًا، ولكن الناس يحاولون تحقيق الأهداف التي تكون أكثر أهمية لديهم في ذلك الوقت، بتكلفة معقولة.
2. الحفاظ على سمعة إيجابية هو هدف رئيسي في الاتصال. نظرًا لأن الوجه أو الصورة أو السمعة يُقدر كشيء هام، يتحفز الأفراد أو المنظمات على اتخاذ إجراءات عندما يتعرض ذلك للتهديد.

الإدراك أمر أساسي في استعادة الصورة، حيث لن يتبنى الشخص المتهم استراتيجية الدفاع إلا إذا كان هناك إدراك بأنه مذنب. يجب على الشخص الذي ارتكب الفعل الخاطئ أن يقرر على استراتيجية السلوك الأفضل استنادًا إلى وضعه الخاص. يجب مراعاة عوامل مثل الإيمان بالجدارة، وتصورات الجمهور، ودرجة إساءة الفعل.
بعض عوامل إصلاح الصورة تشمل:
1. مسؤولية الأزمة: مدى المسؤولية التي تتحملها الشركة أو الفرد في حالة أزمة.
2. نوع الأزمة: نوع الأزمة التي تحدث والتأثير الذي يمكن أن يكون لها.
3. سمعة المنظمة: ما هي السمعة والسلوك المعروفين للشركة أو الفرد.[2]

## الإطار النظري
أهمية الصورة هي أحد العوامل الرئيسية في العلامة التجارية أو الأعمال الخاصة بالشخص. وهذه تعتبر واحدة من أهم العوامل عند التعامل مع إدارة النزاع والتسوية. تقوم نظرية استعادة الصورة على نظريات الدفاع الرسمي والحسابات. الدفاع الرسمي هو الدفاع الرسمي أو تبرير رأي الفرد أو موقفه أو أفعاله، والحساب هو بيان يقدمه فرد أو منظمة لشرح الأحداث غير المتوقعة أو التجاوزية.
بينويت يؤكد أن هذه المعالجات لاستعادة الصورة تركز على تحديد الخيارات بدلاً من تحديد الحلول. يرتكب بناء نظرية استعادة الصورة على استعراض شامل للأدبيات حول نظريات الدفاع الرسمي والحسابات.
تأثيرات نظرية استعادة الصورة تشمل نظرية الأنالوج لروزنفيلد (1968)، ونظرية الدفاع الرسمي لوير ولينكوغل (1973)؛ ونظرية أهداف وتنقية كينيث بيرك (1970)؛ ونظرية كاتيغوريا والدفاع الرسمي لرايان (1982)؛ وتحليل الحسابات لسكوت وليمان (1968)؛ والخطوات العلاجية لجوفمان (1967)؛ وتحليل سكوت وليمان (1968) من قبل شونباخ (1980)؛ وتحليل إدارة الانطباع والحسابات لشلنكر (1980).

## تصنيف استراتيجيات استعادة الصور
| استراتيجية          | تفسير |
| ------------------- | --- |
| إنكار               | قد يكتفي المتهم ببساطة بنفي حدوث الفعل، أو يحمل اللوم إلى "الجاني الحقيقي". |
| التهرب من مسؤوليتها | عندما يكون المتهم غير قادر على نفي أدائه للفعل المشكل، قد يحاول تجنب المسؤولية. تحتوي هذه الاستراتيجية على أربعة مكونات: 1. الاستفزاز: يمكن للفاعل الادعاء بأن الفعل تم ارتكابه ردًا على فعل آخر غير صحيح. 2. عدم القابلية للدفاع: يتظلم الفاعل بنقص المعرفة أو السيطرة على عوامل هامة تتعلق بالفعل المسيء. 3. العذر بناءً على الحوادث: يمكن للفاعل أن يعتذر بسبب عوامل خارجة عن سيطرته. 4. اقتراح أن الفعل كان مبرراً استنادًا إلى نوايا حسنة: يُطلب من الفاعل عدم تحميله مسؤولية كاملة استنادًا إلى دوافعه الجيدة بدلاً من الشر في ارتكاب الفعل. |
| الحد من الإهانة     | قد يحاول المتهم تقليل درجة الشعور السلبي الذي يشعر به الجمهور. تحتوي هذه الاستراتيجية على ست مكونات: 1. التعزيز: يُستخدم للتخفيف من التأثيرات السلبية عن طريق تعزيز الفكرة الإيجابية للجمهور حول المتهم. يمكن أن يُذكِّر الجمهور بالأعمال الجيدة السابقة أو السمعة الجيدة. 2. التصغير: يحاول إقناع الجمهور بأن الفعل المشكل أقل خطورة مما يبدو. 3. التمييز: يتم تمييز الفعل عن أفعال أخرى أكثر إثارة للاستياء لتخفيف الشعور السلبي لدى الجمهور بالمقارنة. 4. التجاوز: يتم وضع الفعل في سياق واسع لوضعه في إطار مرجعي مختلف وأقل إثارة للاستياء. 5. مهاجمة الاتهام: يهاجم الفاعل من يتهمونه، لتساؤل عن مصداقية مصدر الاتهامات. 6. التعويض: يقدم الفاعل تعويضًا لتصحيح الضحايا من فعله لتعويض الشعور السلبي نحوه. |
| إجراءات تصحيحية     | المتهم يدعي أنه سيصحح المشكلة. يمكن أن يتضمن ذلك استعادة الوضع إلى حالته السابقة، أو الوعد بإجراء تغييرات لمنع تكرارها. |
| الاهانه             | المتهم يعترف بالمسؤولية ويطلب الغفران. |

## دراسات الحالة

### دراسات حالة أجراها بينويت
بناءً على العديد من دراسات الحالة التي أجراها بينويت وزملاؤه، أشار كومبس (2006) إلى عدد من التوصيات التوجيهية لاستخدام استراتيجيات إدارة الأزمات (بينويت، 1995؛ برينسون وبينويت، 1996، 1999). 1) التوصية الرئيسية هي للمؤسسة أن تعترف فوراً بالخطأ/تقبل المسؤولية، 2) يجب اتخاذ إجراءات تصحيحية ويجب على المؤسسة نشر هذه الإجراءات، 3) التعزيز، الذي يتعلق مباشرة بالتهمة، هو الاستراتيجية الأكثر فعالية، و4) إذا كانت المؤسسة بريئة، الإنكار هو استراتيجية فعّالة. "نظرية استعادة الصورة هي الخط السائد للبحث الذي يؤدي إلى هذه التوصيات. تشير التوصيات الأكثر شيوعًا إلى استخدام الرد الأزمة بالاعتراف بالخطأ واتخاذ إجراء تصحيحي عندما تكون المؤسسة مذنبة."
هنا يتم تقديم دراسات حالة تمثيلية من قبل بينويت وزملائه.
| فئة   | مواضيع          | موجز الأزمات                                                                                           | استراتيجيات                                                                                   | ممارسات | المؤلفون (السنة)          |
| ----- | --------------- | --- | --------------------------------------------------------------------------------------------- | --- | ------------------------- |
| فرد   | الملكة إليزابيث | الموت المأساوي المفاجئ للأميرة ديانا                                                                   | الإنكار، التعزيز، عدم الجدوى، التعالي                                                         | خطاب غير مسبوق للملكة                                                                                                 | بينويت وبرينسون (1999)    |
|       | هيو غرانت       | القبض عليه في هوليوود لسلوكه البذيء مع عاهرة                                                           | الإهانة، التعزيز، مهاجم المتهم، الإنكار                                                       | ظهر على "ذا تونايت شو"، "لاري كينج لايف"، "ذا توداي شو"، "لايف ويث ريجيس وكاثي لي"، و"ذا ليت شو".                     | بينويت (1997)             |
|       | تونيا هاردينج   | التورط في الهجوم على زميلتها في الفريق ومنافستها نانسي كريجان                                          | تعزيز المتهم المهاجم وإنكاره                                                                  | مقابلة في برنامج عين إلى عين مع كوني تشونغ                                                                            | بينويت وهانكزور (1994)    |
| تنظيم |                 | انهيار المسافات الطويلة في عام 1991. يليه تحقيق حكومي                                                  | الإهانه، الإجراء التصحيحي، التعزيز                                                            | محاولة مضللة لإلقاء اللوم على العمال من المستوى الأدنى نشر روبرت ألين (رئيس مجلس الإدارة) إعلانًا صحفيًا على صفحة كاملة | بينويت وبرينسون (1994)    |
|       |                 | تحطم طائرة في بيتسبرغ عام 1994                                                                         | تعزيز العمل التصحيحي وإنكاره                                                                  | تغطية إعلامية | بينويت وتشيروينسكي (1997) |
|       | داو كورنينج     | قضية سلامة غرسات ثدي السيليكون                                                                         | الإنكار، التهرب من المسؤولية، (واعد) العمل التصحيحي                                           | ببساطة تم رفضه وإحداث صراع مع إدارة الغذاء والدواء                                                                    | برينسون وبينويت (1996)    |
|       | تيكساكو         | أشارت قضية العنصرية في شريط سري لاجتماع تنفيذي إلى الأمريكيين من أصل أفريقي باسم «حبوب الهلام السوداء» | تعزيز، تصحيح العمل، الاهانه، نقل اللوم (إلى مجموعة فرعية من الموظفين توصف بأنها «تفاح فاسد»). | نشر بيتر بيجور (الرئيس) ست رسائل                                                                                      | برينسون وبينويت (1999)    |

## الحد من نظرية إصلاح الصورة - كومبس
على الرغم من أن نظرية استعادة الصورة قدمت استخدام التكفير (قبول المسؤولية) واتخاذ إجراء تصحيحي، إلا أن هناك توصيات بديلة قد تظهر. على سبيل المثال، أظهرت دراسته باستخدام نظرية الاتصال في الأزمات الوضعية عدم دعم اللجوء إلى التكفير واتخاذ إجراء تصحيحي دائمًا. أيضًا، لم تكن لاستراتيجيات التكفير واتخاذ إجراء تصحيحي أثر أكبر من استراتيجية التعزيز البسيطة في أزمة انتهاك جنائي مثل التمييز العنصري (كومبس، 2006). لا يمكن التنبؤ بهذه النظرية.
بالإضافة إلى ذلك، فيما يتعلق بقيود دراسات الحالة في نظرية استعادة الصورة، أكد كومبس أنه يجب أخذ دراسة أوثق مع رؤى قبل تقديم استراتيجيات لمديري الأزمات كحقائق. وللحصول على رؤى إضافية حول استخدام استجابات الأزمات، أشار إلى أنه يجب فحص العديد من الأزمات المماثلة لاستخدام استراتيجيات وتأثير نمطي، ويمكن "ترميز عدد كبير من الحالات وتعريضها لتحليل لوجي خطي لتحديد الأنماط."

### حروب الكولا
وصلت المنافسة الطويلة الأمد بين كوكاكولا وبيبسي إلى ذروتها عندما قامت كل من كوك وبيبسي بوضع إعلانات في "أخبار مطعم الأمة" تحمل هجمات لا لبس فيها من كلا الجهتين.
أجرى بينويت تحليلًا للإعلانات من كلتا الشركتين في الفترة من عام 1990 إلى عام 1992 لفهم استراتيجيات الإقناع التي اعتمدتها كوك وبيبسي، بهدف تحديد توصيات لاستعادة الصورة بعد الهجوم. ينصح بتجنب الشركات لاعتماد مزاعم كاذبة، وتقديم دعم كافٍ للمزاعم، وتطوير مواضيع ثابتة على مدى حملة إعلانية، وتجنب الحجج التي قد تعود بالسلب.

## روابط خارجية
- William Benoit